# Sérvios da Bósnia e Herzegovina

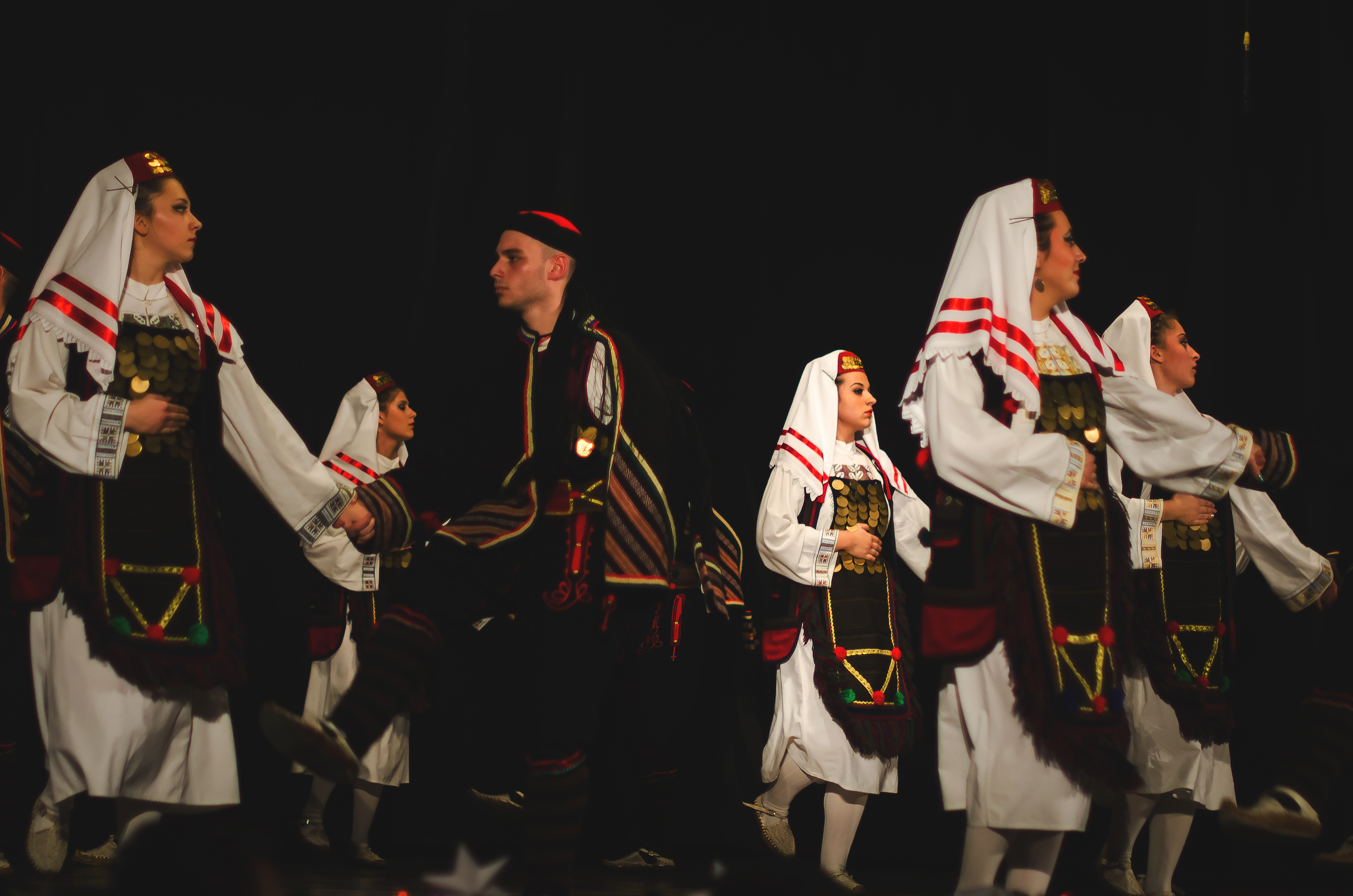
Sérvios-bósnios

Os Sérvios da Bósnia ou sérvios bósnios são todos os sérvios que vivem na Bósnia e Herzegovina, independentemente do seu local de nascimento ou ascendência; constituem uma das três nações constitutivas da Bósnia e Herzegovina, juntamente com os bosníacos e os bósnios croatas, predominantemente concentrados na entidade República Srpska, embora muitos também vivam em outra entidade chamada Federação da Bósnia e Herzegovina.

## População
O último censo populacional da ACNUR de 1996 registrou 1.484.530 sérvios ou 37,9% do total da população da Bósnia e Herzegovina. A estimativa atual é que eles formam mais provavelmente cerca de 37,1% (2000). A grande maioria vive no território da República Srpska, e nos cantões da Bósnia Ocidental e Una-Sana da Federação da Bósnia e Herzegovina. Os sérvios bósnios são a nação mais territorialmente difundida da Bósnia e Herzegovina. A maioria dos sérvios bósnios são adeptos da Igreja Ortodoxa Sérvia, enquanto alguns são ateus. Os sérvios da Bósnia e Herzegovina falam a língua sérvia no seu sotaque Ijekavian, similar ao de Montenegro e Croácia.
Sua população é estimada em um pouco mais de um milhão de pessoas.